# George Glauberman
George Isaac Glauberman (* 3. März 1941 in New York City) ist ein US-amerikanischer Mathematiker, der sich mit Gruppentheorie (endliche Gruppen) befasst und Professor an der University of Chicago ist.
Glauberman studierte am Polytechnic Institute of Brooklyn mit dem Bachelor-Abschluss 1961, an der Harvard University mit dem Master-Abschluss 1962 und wurde 1965 an der University of Wisconsin bei Richard Hubert Bruck promoviert (Fixed Point Sub-Groups that Contain Centralizers of Involution). Danach war er zunächst Instructor an der University of Chicago, an der er 1970 eine volle Professur erhielt.
1978/79 war er als Guggenheim Fellow an der Universität Oxford, und 1967 bis 1969 war er Sloan Research Fellow. 2012 wurde er Fellow der American Mathematical Society. 1970 war er eingeladener Sprecher auf dem Internationalen Mathematikerkongress in Nizza (Local and global properties of finite groups).

## Schriften
- mit Helmut Bender (mit Hilfe von Walter Carlip[3]): Local analysis of the odd order theorem, London Mathematical Society Lecture Note Series 188, Cambridge University Press 2004
- Global and local properties of finite groups, in: Finite Simple Groups, Proc. Conf. Oxford 1969, Academic Press 1971, S. 1–64
- On loops of odd order, Journal of Algebra, Band 1, 1964, S. 374–396, Teil 2, Journal of Algebra, Band 8, 1968, S. 393–414
- Central elements in core-free groups, Journal of Algebra, Band 4, 1966, S. 403–420 (Z*-Theorem)
- A characteristic subgroup of a p-stable group, Canadian Journal of Mathematics, Band  20, 1968, S. 1101–1135 (ZJ-Theorem)
- Correspondences of characters for relatively prime operator groups, Canadian Journal of Mathematics, Band  20, 1968, S. 1465–1488